# Machanbaw
Machanbaw är en kommun i Myanmar. Den ligger i delstaten Kachin och distriktet Putao i den norra delen av landet, 800 km norr om huvudstaden Naypyidaw. Antalet invånare i kommunen utgjorde 8 858 vid folkräkningen 2014.